# Ельфего Ернан Монсон Агірре
Ельфего Ернан Монсон Агірре (ісп. Elfego Hernán Monzón Aguirre; 1912–1981) — тимчасовий президент Гватемали з кінця червня до початку липня 1954 року.
Був другим главою держави, висунутим військовою хунтою після усунення від влади президента Хакобо Арбенса. Хунта, до складу якої, окрім Агірре, входили полковники Хосе Крус Саласар і Маурісіо Дубуа, протрималась при владі недовго, сам же Агірре невдовзі долучився до прибічників головнокомандувача армії Карлоса Кастільо Армаса.